# Claudia Feitosa-Santana
Claudia Feitosa-Santana (Campinas, 8 de novembro de 1970) é uma neurocientista e divulgadora científica brasileira.  Autora do livro Eu controlo como me sinto, primeira edição pela Planeta e a segunda edição pela Paidós.

## Educação e Carreira
Formou-se em Arquitetura e Urbanismo pela Universidade de São Paulo em 1994 e Engenharia Civil pela Universidade Presbiteriana Mackenzie em 1996. Antes de se desligar dessa área, concluiu uma especialização na Escola Politécnica da Universidade de São Paulo em 2000.
A carreira em neurociência começou com mestrado no Instituto de Psicologia da Universidade de São Paulo, sob orientação de Dora Selma Fix Ventura. Concluiu em 2006, estudando o espaço de cores de pessoas com diabetes mellitus tipo 2 e intoxicação por mercúrio. Também estudou intoxicação por mercúrio em população ribeirinha da região central da Amazônia. No mesmo laboratório, conclui o doutorado em 2008, estudando a visão de pessoas com Doença de Parkinson. Fez pós-doutoramento com Steven K. Shevell na Universidade de Chicago e, posteriormente, lecionou na School of the Art Institute of Chicago (SAIC), onde realizou estudo com o viral do vestido.
De volta ao Brasil, foi professora visitante na Universidade Federal do ABC e começou a fazer divulgação científica para plataformas de grande alcance. No início da pandemia de COVID-19 no Brasil, foi uma das cientistas que explicou o impacto do coronavírus e como enfrenta-lo. Desde então, é uma articulista de divulgação científica com temas relacionados a neurociência para Estadão, Folha, O Globo, Nexo, Veja, entre outros. Além disso, foi colunista semanal da CBN, com o programa Com Ciência no Cotidiano.
Seu primeiro livro, “Eu controlo como me sinto – Como a neurociência pode ajudar você a construir uma vida mais feliz”, foi lançado em 2021, com a Editora Planeta e relançado em 2023, com o selo Paidós.

## Ligações Externas
- Site pessoal
- Página do Lattes
- Planeta de Livros do Brasil
- Livro Eu controlo como me sinto - Amazon
- Podcast Com Ciência no Cotidiano - CBN
- Biblioteca FAPESP
- Página na ORCID